# 요닌바야시
요닌바야시(四人囃子, よにんばやし)는 71년도에 결성된 일본의 록 음악 밴드이다.
멤버 변동이 있어서 음악이 전체적으로 일정하진 않지만 프로그레시브 록, 하드 록, 사이키델릭 록 등의 영향을 고루 받았다. 그에 비해 가사는 상당히 회고조의 비현실적인 면이 있었다. 10분이 넘는 곡들을 다수 가지고 있다.
보컬 교체후 『PRINTED JELLY』『包』 등은 약간 복잡미묘한 보컬과 함께 가요곡적인 느낌이 가미된 팝 느낌을 주었고 『NEO-N』『DANCE』는 佐久間正英의 일렉트로니카 사운드를 담고있어 초기와는 거의 다른 밴드라고 해도 좋을 정도의 차이를 가지고 있다.

## 1기 싸이키/프로그
1969년 고등학교 친구인 모리조노 카츠토시와 오카이 다이지가 나카무라 신이치를 만나 '자 산닌'(3명)이라는 이름으로 활동 시작했다. 사카시타 히데미의 가세로 네명이 되어 밴드명을 요닌바야시로 바꾼다. 원래 고닌바야시五人囃子라는 이름의 악사 5명을 묘사한 일본 전통 인형이 있었는데 이들은 네명이었으므로 요닌으로 바꾼 것이다. 그들은 18세의 나이에 핑크 플로이드의 Echoes를 완벽히 연주하는 밴드로 일찌감치 유명세를 얻었다.
73년 영화 OST인 어떤 청춘/20세의 원점을 내놓아 일단 데뷔를 했다. 자유로운 녹음이 보장되었고 한곡을 빼고는 라이브로 녹음되었다.
73년 공연음반 『'73四人囃子』는 롯폰기에서 녹음된 것으로 원래 토호 레코드의 회의자료용으로 녹음되었다. 멤버들의 동의없이 78년에 발매된다.
74년작 一触即発가 이들의 진정한 데뷔작이라 할 수 있다.
멤버 교체후 5인이 되었지만 여전히 요닌바야시라는 이름으로 활동했으며 75년에 싱글 空飛ぶ円盤に弟が乗ったよ를 발매했다. 76년엔 2집 ゴールデン・ピクニックス를 냈지만 발표직후 보컬 森園勝敏이 탈퇴해버려 밴드에 위기가 왔다.
75년 딥 퍼플의 부도칸 라이브에서 요닌바야시가 오프닝을 했다. 이후 78년 레인보우 (밴드)의 공연때 그들이 요닌바야시가 아직도 활동하면 다시 오프닝을 맡기고 싶다 하여 공연이 성사되었다. 그 외에도 제프 벡, 뉴욕 돌스, 프랭크 자파의 오프닝을 맡았으며 03년에는 프로콜 하럼과 공동 공연을 가지기도 했다

## 2기 프로그 / 일렉트로닉스
77년 새 보컬 사토 미츠루가 가입했고 밴드는 앨범 『PRINTED JELLY』『包（bao）』『NEO-N』까지 내면서 활동했다.  이후 밴드는 10년간 해산상태가 되었다.
89년 멤버 3명이 모여 DANCE를 냈고 옛 멤버 두명이 더 가세해 5인 구성으로 라이브 앨범 LIVE FULL-HOUSE MATINEE를 낸다. 이후 밴드는 90년대 내내 활동하긴 했지만 가끔 모여서 공연을 하는 정도로 간헐적이었다.
2000년대 들어와 초기 라인업으로 다시 활동을 시작했고 과거의 공연 음원들을 출시하기 시작했다. 팬들이 가지고 있는 사적 녹음들을 모아서 좋은 음원들만 출시한 것이 『From The Vaults』박스셋 시리즈이다.
2002년 TV 아사히가 구성한 「ROCK LEGENDS」프로에 출연하여 전국적인 관심을 다시 모았다. 이때의 음원이 『四人囃子 2002 LIVE』로 발매된다. 즈노케이사츠와의 협연은 전설적인 73년도 히비야 야외음악당 세인트 록 페스티벌(日比谷野音聖ロック祭)의 재현이라는 평을 들었다. 또 이들은 후지 록 페스티벌에 출연했고 희귀반이던 앨범 10매를 모두 재발매했다.
03년 茂木由多加가 사망하고 다시 휴지기에 들어갔다가 08년 「ROCK LEGENDS」에 다시 출연하며 활동 재개. 「色彩探索」이라는 이름으로 라이브를 시작해 후지패브릭과 공동 라이브를 가졌다.
성룡의 영화 취권 (영화)의 일본 개봉 버전에 한 곡을 삽입했다.
2011년 中村真一가 2014년 佐久間正英가 사망했다.

## 음반 목록
- 『ある青春/二十歳の原点』（1973年 プレデビュー・サウンドトラック）
  - 『アーリー・デイズ(二十歳の原点+未発表ライブ)』
  - 『'73四人囃子』（1978年）
- 『一触即発』（1974年）
- 『ゴールデン・ピクニックス』（1976年）
- 『PRINTED JELLY』（1977年）
- 『包（bao）』（1978年）
- 『NEO-N』（1979年）
- 『DANCE』（1989年）
  - 『LIVE FULL-HOUSE MATINEE』（1989年）
  - 『四人囃子 2002 LIVE』（2002年）
  - 『From The Vaults』（2001年 未発表音源集）
  - 『From The Vaults 2』（2008年 未発表音源集）